# المغرزة (المحابشة)

تعديل مصدري - تعديل

المغرزة هي إحدى قرى عزلة حجر بمديرية المحابشة التابعة لمحافظة حجة، بلغ تعداد سكانها 314 نسمة حسب تعداد اليمن لعام 2004.